# Nayt
Nayt（1994年11月9日—）是一位意大利说唱歌手。
Nayt于2011年推出了单曲《No Story》并首次亮相，并于2012年5月7日发行第一张专辑《Nayt One》。 Nayt以三部曲Raptus(2015)、Raptus 2(2017)和Raptus 3(2019)而出名，并由Jive唱片以收藏盒版于2019年5月10日再次发行。 他也出现在2020年2月27日发行的，Il Tre的单曲《Ali》中的《Fight!》。

## 唱片目录

### 唱片
- Nayt One (2012)
- Shitty Life Mixtape (2013)
- Six of Sixteen (EP; 2014)
- Raptus (2015)
- Un bacio (2016)
- Raptus 2 (2017)
- Raptus 3 (2019)
- Mood (2020)